# No Direction Home
Pour plus de détails, voir Fiche technique et Distribution.
No Direction Home (ou No Direction Home: Bob Dylan) est un film documentaire britannico-américano-japonais de Martin Scorsese qui présente les débuts de la carrière et des concerts de Bob Dylan, certaines de ses tournées aux États-Unis et en Europe. 
On y voit certaines personnalités artistiques comme Allen Ginsberg, Joan Baez, Al Kooper ou Pete Seeger. Il montre son impact sur la musique populaire américaine et la culture du XXe siècle.

## Historique
Le film ne couvre pas l'ensemble de la carrière de Bob Dylan mais se concentre sur la période comprise entre l'arrivée de Dylan à New York en janvier 1961 et son accident de moto en juillet 1966. Cette période retrace l'ascension de Dylan jusqu'à son succès comme chanteur et compositeur folk, et la polémique entourant son passage au rock. On y voit certaines voix s'élever, même parmi la jeunesse américaine, contre le style de Dylan, sa façon de jouer ou d'interpréter, voire de trahir l'esprit de la musique folk qu'il était censé incarner. Par exemple Pete Seeger, son mentor de l'époque de ses débuts. Certains intervenants, journalistes ou simples spectateurs, l'interrogent sur ses motivations en tant que chanteur, s'il est un chanteur « engagé », ou même s'il croit en ce qu'il chante. Il y répond de manière ironique, voire sarcastique, en retournant les questions aux intervenants.
Enfin, ce documentaire couvre la période pendant laquelle les États-Unis sont engagés dans la guerre du Vietnam.
Le film a été diffusé conjointement à la télévision aux États-Unis et au Royaume-Uni les 26 et 27 septembre 2005.
Le projet No Direction Home a débuté en 1995 lorsque le manager de Dylan, Jeff Rosen, a commencé à faire réaliser des interviews avec des amis de Dylan comme le poète Allen Ginsberg et le musicien Dave Van Ronk. Tous les deux sont morts avant la sortie du film. La vieille amie de Dylan Suze Rotolo a également accordé une interview.
Dylan a réalisé dix heures de conversation détendue et ouverte avec Rosen en 2000.
En 2001, le réalisateur Martin Scorsese a accepté de réaliser le film à partir du matériel cinématographique recueilli pour le projet.
Des centaines d'heures d'enregistrements couvrant la période du film ont été visionnées. En particulier un enregistrement du groupe de rock de Dylan au lycée, sa rencontre en 1965 avec Andy Warhol sur un casting, le célèbre concert au Manchester Free Trade Hall le 17 mai 1966.
Le titre du film est emprunté au titre de la biographie de Dylan publiée en 1986 par Robert Shelton, tiré d'un vers du refrain d'une des chansons les plus célèbres de Dylan, Like a Rolling Stone (« With no direction home », « Sans foyer où revenir »).
Le film présente ceux qui ont influencé Bob Dylan : John Jacob Niles, Odetta, Woody Guthrie, The Clancy Brothers, Joan Baez, Allen Ginsberg, Pete Seeger, Dave Van Ronk, Webb Pierce, Hank Williams, Johnny Cash.
La bande originale du film est sortie quelques mois après, dans le cadre des « Bootleg Series » de Dylan. L'album, The Bootleg Series Vol. 7: No Direction Home: The Soundtrack, inclut également des titres absents du documentaire.

## Fiche technique
- Réalisation : Martin Scorsese
- Lyrics : Bob Dylan
- Photo : Mustapha Barat
- Montage : David Tedeschi
- Producteurs : Margaret Bodde, Susan Lacy, Jeff Rosen, Martin Scorsese, Nigel Sinclair, Anthony Wall
- Distribution : Paramount Pictures
- Format : Couleur - 1.33 : 1
- Langue : anglais

## Célébrités présentes
- Bob Dylan
- Joan Baez
- Liam Clancy
- John Cohen
- Allen Ginsberg
- Mickey Jones
- Al Kooper
- Bruce Langhorne
- Harold Leventhal
- Mitch Miller
- Maria Muldaur
- Bob Neuwirth
- D. A. Pennebaker
- Pete Seeger
- Dave Van Ronk
- Peter Yarrow
- Martin Scorsese (voix off - non crédité)